# سیتروس (کالیفرنیا)
سیتروس، کالیفرنیا (به انگلیسی: Citrus, California) یک منطقهٔ مسکونی در ایالات متحده آمریکا است که در شهرستان لس‌آنجلس، کالیفرنیا واقع شده‌است. سیتروس ۲٫۳۰۱ کیلومتر مربع مساحت و ۱۰٬۸۶۶ نفر جمعیت دارد و ۱۷۸ متر بالاتر از سطح دریا واقع شده‌است.